# اولویمی کایود
اولویمی کایود (انگلیسی: Oluyemi Kayode; ۷ ژوئیهٔ ۱۹۶۸ – ۱ اکتبر ۱۹۹۴) ورزشکار دو و میدانی، و دونده اهل نیجریه بود.